# Cornillon-sur-l'Oule
Cornillon-sur-l'Oule é uma comuna francesa na região administrativa de Auvérnia-Ródano-Alpes, no departamento de Drôme. Estende-se por uma área de 14,55 km². Em 2010 a comuna tinha 72 habitantes (densidade: 4,9 hab./km²).